# Universidad Nacional de Educación a Distancia
La Universidad Nacional de Educación a Distancia (UNED) è una università telematica pubblica spagnola fondata nel 1973. Per le sue caratteristiche peculiari, è l'unica università spagnola sotto la giurisdizione diretta del Ministero dell'Educazione del governo spagnolo.

## Storia
Creata mediante il Decreto 2310/1972, del 18 agosto 1972, pubblicato nel Boletín Oficial del Estado (BOE) il 1º settembre dello stesso anno.
La sua fondazione si completa con il Decreto 3114/1974, del 25 ottobre, che stabiliva il funzionamento della UNED fino alla approvazione del suo Statuto.
La UNED è la seconda maggior università europea per numero di iscritti con oltre 150.000 studenti, e dal 1997 è associata all'UNESCO nel promuovere o sviluppare l'insegnamento a distanza.

## Didattica
La UNED impartisce lezioni a distanza per mezzo di audiovisivi e internet. Ha la sua sede centrale a Madrid, nei campus di Senda del Rey e della città universitaria di Madrid (Ciudad Universitaria).

## Sedi al di fuori della Spagna
La UNED è presente in 60 città spagnole e 20 altre città nel mondo, tra le quali Berlino, Berna, Bruxelles, Buenos Aires, Caracas, Lima, Londra, Malabo, Città del Messico, Parigi e San Paolo.